# Premio Nacional de Artes Plásticas (España)
El Premio Nacional de Artes Plásticas de España es uno de los "Premios Nacionales de Cultura a las Bellas Artes", concedido anualmente por el Ministerio de Educación, Cultura y Deporte e instaurado en 1980 con el fin de reconocer la labor meritoria de los artistas plásticos contemporáneos. Con el mismo se reconoce la obra o actuación publicada en el año anterior a su concesión y que contribuye al enriquecimiento del patrimonio cultural de España. A pesar de desarrollarse en las competencias de un organismo administrativo, se busca que la elección de los galardonados sea un fiel reflejo de las valoraciones y los sentimientos de la sociedad. El premio está dotado con 30.000 euros.
Los candidatos al galardón se presentan por los miembros del jurado o por las entidades relacionadas con las actividades artísticas o culturales objeto del premio, mediante propuestas razonadas dirigidas al Ministro de Cultura o a los propios jurados, una vez constituidos.

## Artistas premiados
| Año  | Artistas |
| ---- | --- |
| 1980 | Juan Manuel Díaz-Caneja (pintor) Antoni Cumella (ceramista) Albert Ràfols-Casamada (pintor) Martín Chirino (escultor) Carola Torres (creadora de tapices) Manuel Boix (pintor, escultor y grabador) |
| 1981 | Manuel Ángeles Ortiz (pintor) Andreu Alfaro (escultor) Joan Hernández Pijuan (pintor y grabador) Luis Gordillo (pintor) José Hernández (pintor y artista gráfico)                                   |
| 1982 | Eduardo Arroyo (pintor) Josep Guinovart (pintor, dibujante y grabador) Julio López Hernández (escultor) Carmen Laffón (pintora, dibujante y escultora) Rafael Canogar (pintor)                      |
| 1983 | Francesc Catalá Roca (fotógrafo) Alfonso Fraile (pintor) Lucio Muñoz (pintor) Manolo Valdés (pintor, grabador y escultor) Darío Villalba (pintor y fotógrafo)                                       |
| 1984 | Juan Genovés (pintor y artista gráfico) José Caballero (pintor) Manuel Hernández Mompó (pintor y escultor) Baltasar Lobo (escultor) Agustí Centelles (fotógrafo)                                    |
| 1985 | Juan Barjola (pintor) Guillermo Pérez Villalta (pintor y escultor) |
| 1986 | Miquel Navarro (pintor, escultor y grabador) Miquel Barceló (pintor) |
| 1987 | Desierto |
| 1988 | Susana Solano (escultora) |
| 1989 | José María Sicilia (pintor) |
| 1990 | Juan Navarro Baldeweg (arquitecto, pintor y escultor) |
| 1991 | Adolfo Schlosser (escultor) |
| 1992 | Carlos Alcolea (pintor) |
| 1993 | Soledad Sevilla (pintora) |
| 1994 | Eva Lootz, (escultora) |
| 1995 | José Manuel Broto Gimeno, (pintor) |
| 1996 | Miguel Ángel Campano, (pintor) |
| 1997 | Ramón Gaya (pintor y escritor) |
| 1998 | Cristino de Vera (pintor) |
| 1999 | Pablo Palazuelo (pintor, grabador y escultor) Cristina Iglesias (escultora y grabadora) |
| 2000 | Juan Muñoz (escultor) |
| 2001 | Juan José Aquerreta (pintor) |
| 2002 | Juan Uslé (pintor) |
| 2003 | Alfredo Alcaín (pintor) |
| 2004 | Carlos Pazos (escultor) |
| 2005 | Antoni Muntadas (artista conceptual) |
| 2006 | Pere Jaume Borrell Guinart (pintor) |
| 2007 | Isidoro Valcárcel Medina (artista conceptual) |
| 2008 | Esther Ferrer (artista conceptual-performer) |
| 2009 | Nacho Criado (artista conceptual) |
| 2010 | Santiago Sierra que rechazó el premio. |
| 2011 | Elena Asins (artista plástica) |
| 2012 | Jaume Plensa (escultor) |
| 2013 | Carmen Calvo Sáenz de Tejada (artista conceptual) |
| 2014 | Jordi Teixidor (pintor) |
| 2015 | Concha Jerez (artista conceptual) |
| 2016 | Juan Hidalgo Codorniu (músico y compositor) |
| 2017 | Ángela de la Cruz (pintora) |
| 2018 | Ángel Bados (escultor) |
| 2019 | Àngels Ribé (artista conceptual) |
| 2020 | José María Yturralde (pintor) |
| 2021 | Dora García (artista, profesora e investigadora) |
| 2022 | Rogelio López Cuenca (artista visual y poeta) |
| 2023 | Teresa Lanceta (artista del tejido) |
| 2024 | Pedro G. Romero (artista multidisciplinar) |